# Ácido canabicromênico
O ácido canabicromênico (CBCA) é um canabinoide secundário e precursor do canabicromeno (CBC).

## Biossíntese
O difosfato de geranila e ácido olivetólico combinam-se para formar o ácido canabigerólico (CBGA. que é o único intermediário para os demais fitocanabinoides). A enzima CBCA sintase pode ciclizar tanto o ácido canabigerólico quanto o ácido canabinerólico (o isômero Z do CBGA) para formar o CBCA.